# Axel von Berg
Axel von Berg (* 21. April 1961 in Mayen) ist ein deutscher Prähistorischer Archäologe und ehemaliger Landesarchäologe von Rheinland-Pfalz.

## Werdegang
Von Berg studierte an den Universitäten in Marburg, Köln und Frankfurt am Main Vor- und Frühgeschichte, Anthropologie und Paläobiologie. 1987 wurde er im Fach Vor- und Frühgeschichte mit der Dissertation Untersuchungen zur Urnenfelderkultur im Neuwieder Becken und angrenzenden Landschaften an der Philipps-Universität Marburg promoviert. Mitte 2004 wurde er zudem im Fachbereich Biologie und Informatik mit der Dissertation Physisch-anthropologisch und sozial-historische Analyse artifiziell perforierter Cranialfragmente im nördlichen Mittelrheingebiet. Untersuchungen zum eisenzeitlichen Schädelkult der Hunsrück-Eifel-Kultur an der Johann Wolfgang Goethe-Universität Frankfurt am Main bei Reiner Protsch promoviert. Protsch löste Anfang 2004 mit gefälschten Datierungen von Fossilien und archäologischen Knochenfunden einen der größten Wissenschaftsskandale in Deutschland aus.
Ab 1988 war von Berg in der Archäologischen Denkmalpflege tätig, zunächst bei der Generaldirektion Kulturelles Erbe (GDKE) als Leiter der Außenstelle Koblenz der Landesarchäologie Rheinland-Pfalz (damit Stellvertreter des Landesarchäologen). Von 2013 bis 2021 war von Berg Landesarchäologe von Rheinland-Pfalz, damit verantwortlich für ihre Standorte in Koblenz, Mainz, Speyer und Trier. Zu von Bergs wichtigsten Tätigkeiten zählten die Bewerbung und Betreuung der UNESCO-Welterbestätten Limes und Oberes Mittelrheintal sowie die Vernetzung der Landesarchäologie mit zahlreichen Forschungseinrichtungen wie etwa dem Römisch Germanischen Zentralmuseum Mainz (RGZM), dem Senckenberg Forschungsinstitut und den Reiss-Engelhorn-Museen Mannheim. Seine Forschungen galten vor allem archäologischen Untersuchungen der Festung Ehrenbreitstein als ältester Festungsanlage Deutschlands und dem DFG-Forschungsprojekt Häfen von der römischen Kaiserzeit bis zum Mittelalter. Der Rhein als europäische Verkehrsachse.

## Fälschungsvorwürfe 2024

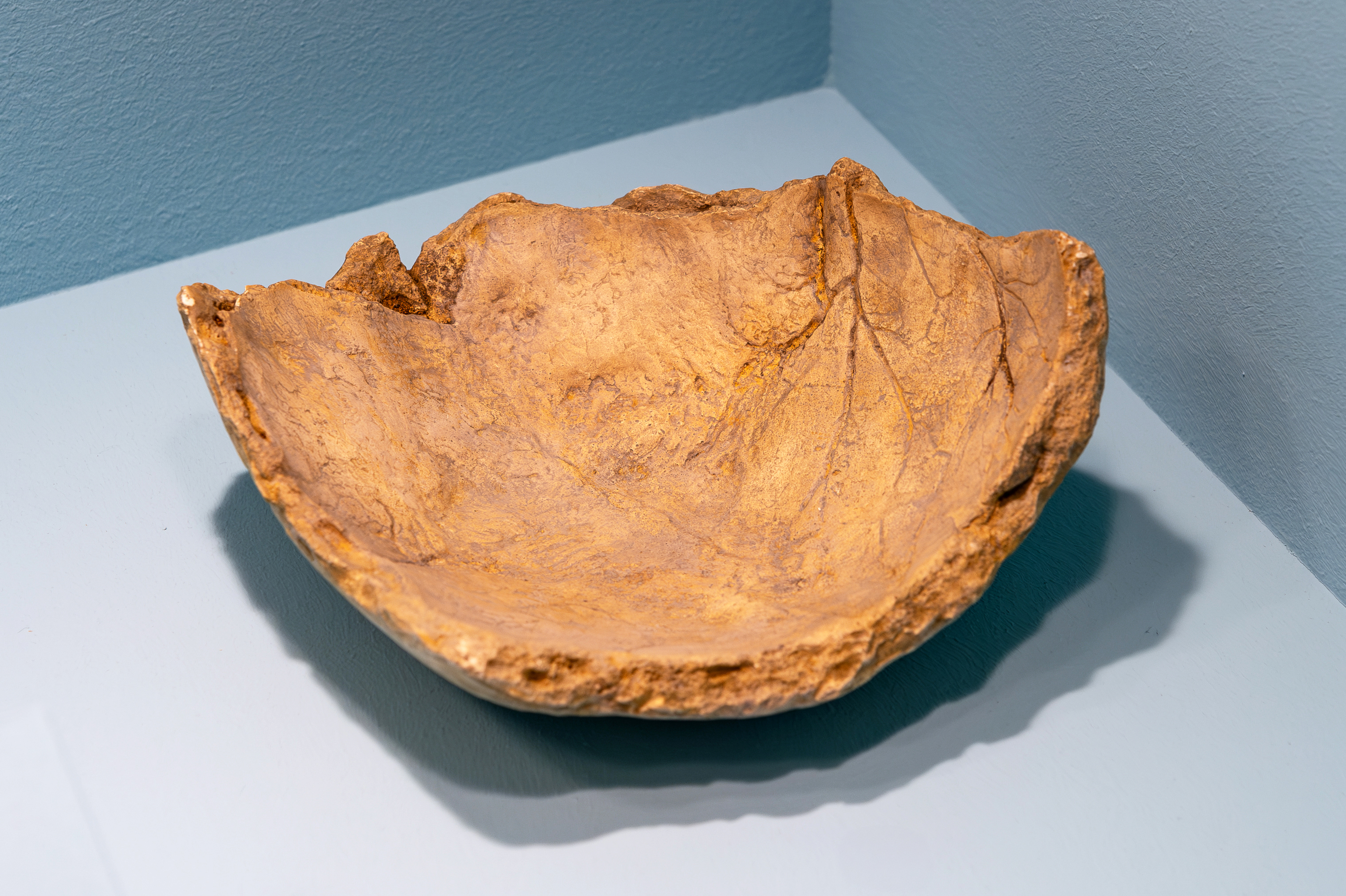
Schädelkalotte von Ochtendung (Replik)

Im Herbst 2024 wurde bekannt, dass bei einer Reihe durch von Berg seit 1997 untersuchter archäologischer Fundplätze Unstimmigkeiten in der Datierung und Dokumentation aufgefallen waren. Von Berg war 1997 Entdecker und Autor der wissenschaftlichen Beschreibung eines vermeintlichen Neandertaler-Schädeldachs im Steinbruch Wannenköpfe bei Ochtendung, das sich im Jahre 2024 als falsch datiert herausgestellt hat. Das Alter der Schädelkalotte von ungewöhnlicher Dicke war erstmals mittels C14-Datierung direkt ermittelt worden; diese Datierung ergab eine Herkunft aus dem 7.–8. Jahrhundert, der Schädel stammt also von einem Menschen aus dem Frühmittelalter. Weitere Vorwürfe betreffen zum Beispiel den angeblichen Fundplatz und Funde, die die Römerschlacht bei Riol belegen sollen.
Von Berg wurde bereits im November 2021 im Zuge eines Disziplinarverfahrens aus anderen Gründen von seinen Aufgaben entbunden; dieses Verfahren wurde 2024 um die Fälschungsvorwürfe erweitert. Er bestreitet die Vorwürfe.

## Publikationen (Auswahl)
in umgekehrt chronologischer Reihenfolge 
- Koblenz im Wandel, Ges. für Archäologie an Mittelrhein und Mosel, Koblenz 2011.
- mit Cliff Alexander Jost und Werner Baumann: Archäologie. Ausgesuchte Funde vom Mittelrhein, hrsg. Gesellschaft für Archäologie an Mittelrhein und Mosel (= Archäologie an Mittelrhein und Mosel  Band 2). [2007], ISBN 978-3-929645-13-2.
- Physisch-anthropologisch und sozial-historische Analyse artifiziell perforierter Cranialfragmente im nördlichen Mittelrheingebiet. Untersuchungen zum eisenzeitlichen Schädelkult der Hunsrück-Eifel-Kultur. Dissertation Universität Frankfurt am Main, 2004.
- Vor- und Frühgeschichte am Mittelrhein (Wegweiser Mittelrhein Heft 1). Görres, Koblenz 1998.
- Die Schädelkalotte eines Neandertalers aus dem Wannenvulkan bei Ochtendung, Kreis Mayen-Koblenz. Der älteste Mensch im Rheinland.  Sonderdruck aus: Berichte zur Archäologie an Mittelrhein und Mosel, Band 5, 1997.
- Untersuchungen zur Urnenfelderkultur im Neuwieder-Becken und angrenzenden Landschaften. 2 Bände. Dissertation Universität Marburg 1987.